# Australoheros muriae
Australoheros muriae är en fiskart som beskrevs av Ottoni och Costa 2008. Australoheros muriae ingår i släktet Australoheros och familjen Cichlidae. Inga underarter finns listade.